# HD 16028
HD 16028，又名BD+36 519，SAO 55684、HR 748，是一颗恒星，视星等为5.71，位于銀經144.92，銀緯-21.07，其B1900.0坐标为赤經2h 29m 28.9s，赤緯+36° -21.07′ 29″。